# Joseph Stoll

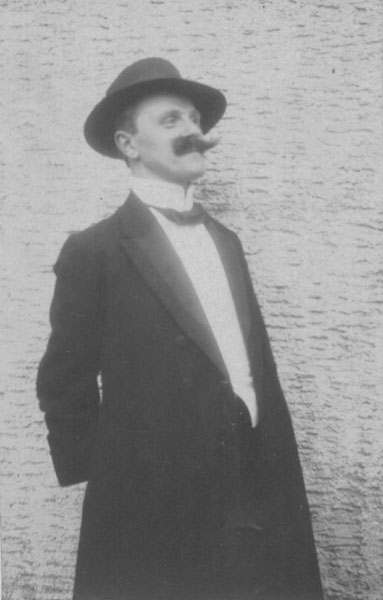
Joseph Stoll aus Bensheim Foto um 1910

Joseph Stoll (* 24. Januar 1879 in Bensheim; † 27. September 1956) war Lehrer und nebenberuflich Heimatforscher, Sprachforscher und Lokalpolitiker.

## Leben
Geboren als Sohn des Wissenschaftlers und Pädagogen Franz Xaver Stoll und dessen Gattin Katharina wuchs er in Bensheim auf und absolvierte das alte Gymnasium. Seine Liebe zur bildenden Kunst ließ ihn das Studium der Architektur und des Kunstgewerbes ergreifen. Nach dem Studium wurde er Lehrer und später Direktor der Gewerbe- und Malerschule in Bensheim.
Neben seinem Beruf bekleidete er von 1928 bis 1933 das Amt des Vorsitzenden des Bensheimer Gewerbevereins, mit dem er zusammen in den zwanziger Jahren die Bensheimer Werbewoche einführte. Als 1. Vorsitzender des Kur- und Verkehrsvereins war er maßgeblich bei der Gründung des Winzerfestes, am 19. Oktober 1929, beteiligt. Am 14. Mai 1930 gründete er die „Vereinigung zur Erhaltung und Pflege der Bensheimer Mundart“ aus der die Heimatvereinigung „Oald Bensem“ hervorging.
Als Schriftsteller schrieb er Lyrik- und Theaterstücke in Mundart, betätigte sich als Heimatforscher und schrieb rund 15 Werke über die Geschichte seiner Heimatstadt Bensheim. Sein größtes Werk dürfte sein „Bensheimer Idiotikon“ sein, mit dem er ein umfassendes Werk über die Bensheimer Mundart zusammenstellte.
Als 1. Vorsitzender des Verkehrsvereins Bensheim wie auch später im ehrenamtlichen Dienst (1933 bis 1940) der Stadt trug er in einem besonderen Maße zur Verschönerung des Stadtbildes bei. Die Anlegung des Stadtparks beim Rodensteiner Hof ist auf ihn zurückzuführen. Er gab den Anstoß zur Gestaltung der früheren Bürgermeister van Gries-Anlage, der sog. „Aalag“ in Bensheim, südlich des Bahnhofs an der Rodensteinstraße, zur Schaffung der kleinen Grünanlage an der Stadtmühle mit dem Denkmal der „Fraa vun Bensem“ und des Weinbrunnens am Hospital; ebenso sind die Gestaltung des Platzes am Bürgerwehrbrunnen an der Faktorei und des Aussichtspunktes auf dem Vetzersberg mit Ruhebank und Tisch, gestiftet von der „Bensheimer Bürgerwehr“, auf ihn zurückzuführen.
Kritisch zu sehen ist seine Zugehörigkeit zur NSDAP, in die er bereits 1933 eintrat. In der Ortsgruppe der NSDAP besetzte er die Stelle des Propagandaleiters. Im gleichen Jahr wurde er zum ehrenamtlichen zweiten Beigeordneten der Stadt Bensheim berufen. Dort übernahm er, bis in das Jahr 1940, das Amt für das Bau-, Verkehrs-, Schul- und Kulturwesen. 1940 zerstritt er sich mit dem amtierenden Bürgermeister und musste daraufhin von seinem Amt als Beigeordneter zurücktreten. Mehrere Reden und Zeitungsartikel aus dieser Zeit, vornehmlich aus dem Jahre 1933, zeugen jedoch von seiner anfänglichen Überzeugung vom Nationalsozialismus. Aufgrund seiner Parteitätigkeit und den damit verbundenen öffentlichen Auftritten und Reden ist Joseph Stoll trotz seiner Verdienste umstritten.